# Sanyogita Ghorpade
Sanyogita Ghorpade (* 5. November 1992) ist eine indische Badmintonspielerin. 

## Karriere
Sanyogita Ghorpade belegte bei den Bahrain International 2013 und der Bahrain International Challenge 2013 jeweils Rang zwei im Damendoppel. Bei den India International 2013 wurde sie in der gleichen Disziplin Dritte. National gewann sie 2012 bei den indischen Titelkämpfen Bronze im Damendoppel.